# Tendō
Tendō (japanska: 天童市?, Tendō-shi) är en stad i den japanska prefekturen Yamagata på den norra delen av ön Honshu. Den är belägen vid Mogamifloden. Tendo fick stadsrättigheter 1 oktober 1958.

## Kommunikationer
Tendō har en station på Yamagata Shinkansen som ger staden direktförbindelse med tåg från Tokyo.

## Galleri

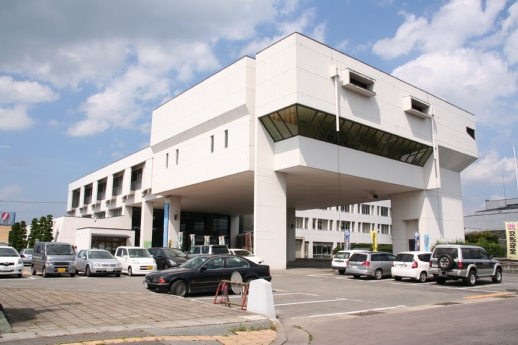
Tendo stadshus